# モル濃度
モル濃度（モルのうど、英語: molar concentration）、物質量濃度（ぶっしつりょうのうど、英語: amount of substance concentration）は濃度を表す計量単位で、単位体積の溶液中の溶質の物質量である。モル濃度の一貫性のあるSI単位は mol m−3（モル毎立方メートル）であるが、通常 mol dm−3（モル毎立方デシメートル）や mol L−1（モル毎リットル）の単位がよく用いられる。計量法では、モル毎立方メートル、モル毎リットルの二つが定められている。
化学や生化学などでよく用いられるが、溶液の体積は温度に依存して変化するため熱力学では使われにくい。そのため、温度補正係数や質量モル濃度など、温度が影響しない方法をとる。
直近の国際機関JCGM 200:2012 (VIM3) の用語に従えば、これは、物質量濃度(amount of substance concentration = amount concentration = concentration)のことである。

## 定義
モル濃度は単位体積の溶液中の溶質の物質量である。推奨される量記号は小文字の c である。
{\displaystyle c={\frac {n}{V}}={\frac {N}{N_{\rm {A}}\,V}}={\frac {C}{N_{\rm {A}}}}}
n は溶質の物質量、N は体積 V の溶液中の溶質粒子の個数、N/V が数濃度 C で、NA はアボガドロ定数である。

## 計量単位としてのモル濃度
法定計量単位としてのモル濃度は、モル毎立方メートル（記号は、mol/m3）、モル毎リットル（mol/lまたはmol/L）の二つと、これらにSI接頭語を付した単位に限定される。これら以外のモル濃度単位を計量法上の取引・証明に用いることは禁止されている。
SIの公式文書では、「基本単位を用いて表現された一貫性のある組立単位の例」として、「物質量濃度」（amount of substance concentration ）、量記号は「c」として例示されている。
多くの文献では伝統的にmol dm−3やmol/dm3が用いられるが、これらはmol L−1に等しい。また、大文字でM（モーラーと読む）という略記もあり、しばしばSI接頭語とともに使用される。しかし、Mは、計量法でも国際単位系においても認められていない記号であり、取引・証明に用いることは禁止されている。
mol/m3 = 10−3 mol/dm3 = 10−3 mol/L = 10−3 M = 1 mM
である。

## 例
- 2.00 mol/LのNaCl水溶液100 mLを調製することを考える。NaClのモル質量は58.4 g/molとすると、NaClは、2.00 mol/L × (58.4 g/mol) × 100 mL × (0.001 L/mL) = 11.7 g 必要となる。適量の水にNaClを溶解させ、100 mLになるまで水をつぎ足すことにより2.00 mol/LのNaCl水溶液100 mLができる。

- 100 mL の水に 11.6 g の NaCl が溶解しているとする。水の密度は 1.00 g/mL であるので、質量分率は (11.6 g)/(11.6 g + 100 g) × 100% = 10.4% である。溶液の密度は 1.07 g/mL であり、その体積は (11.6 g + 100 g)/(1.07 g/mL) = 104 mL である。したがって NaCl のモル濃度は (11.6 g)/(58.4 g/mol)/(104 mL) × 1000 mL/L = 1.91 M となる。